# Volkswagen K70
Volkswagen K70 – samochód osobowy klasy średniej produkowany przez niemiecki koncern Volkswagen AG w latach 1970 - 1975. Pierwszy pojazd koncernu wyposażony seryjnie w przedni napęd.

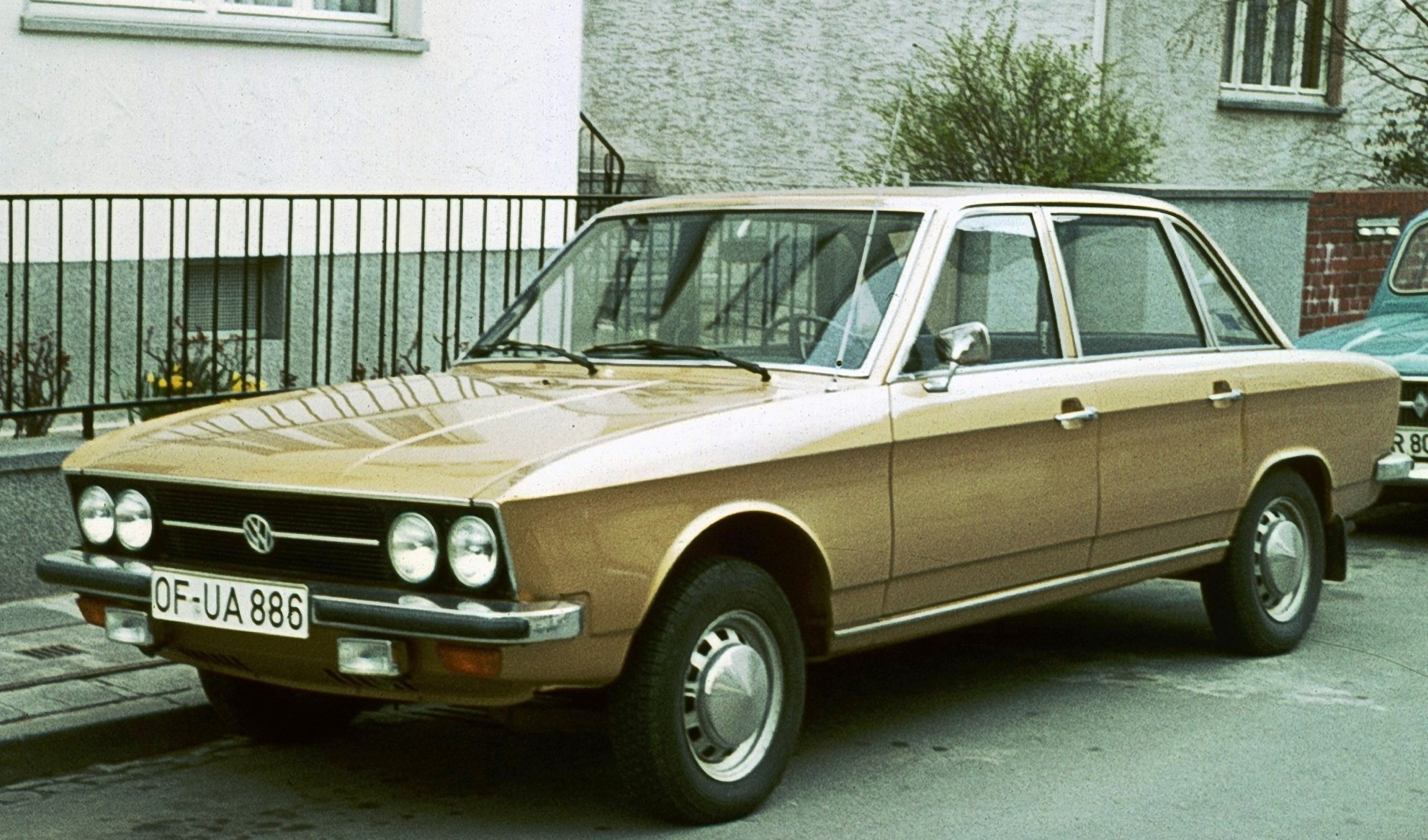
Volkswagen K70 po liftingu

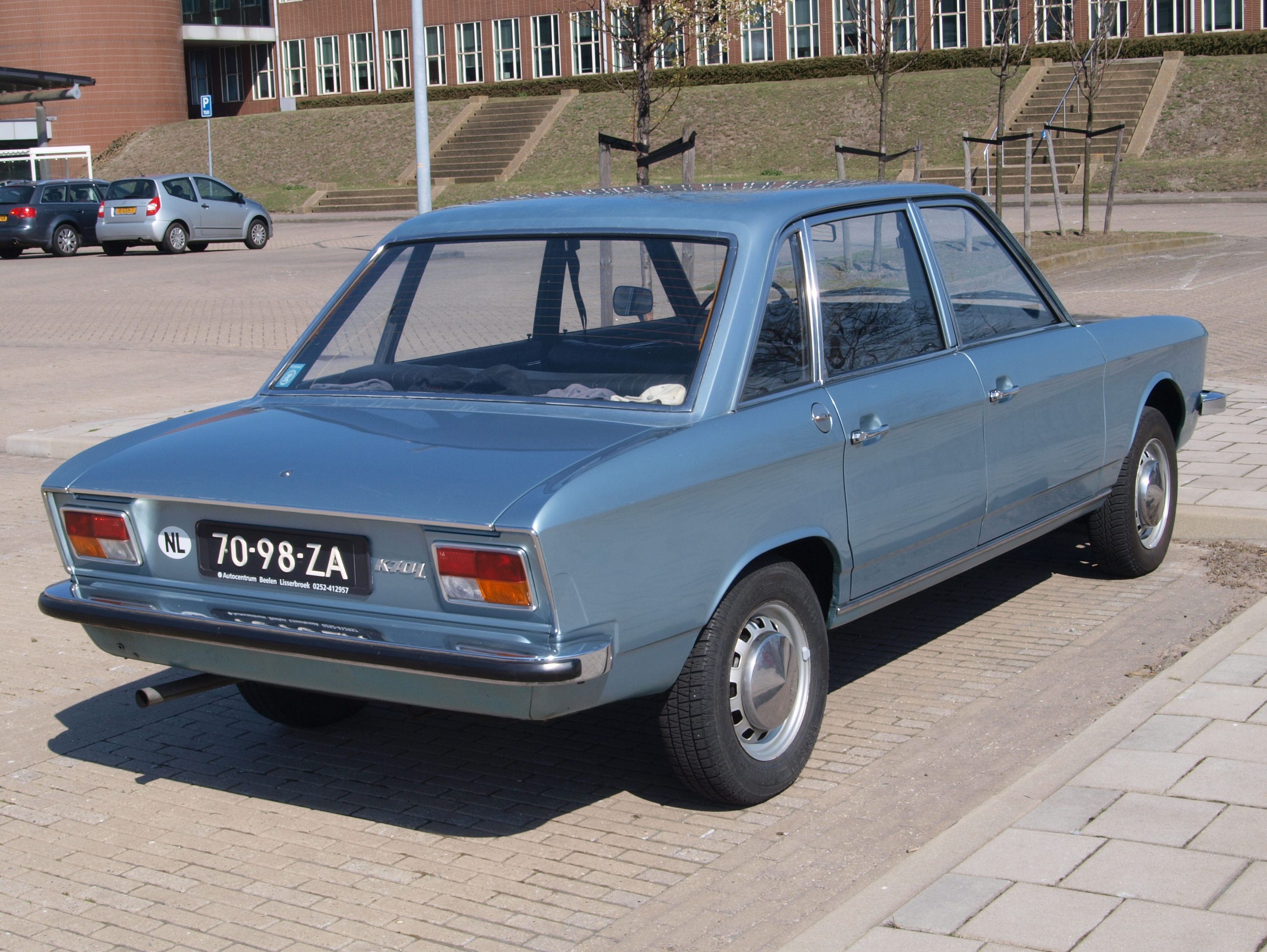
Volkswagen K70 - tył

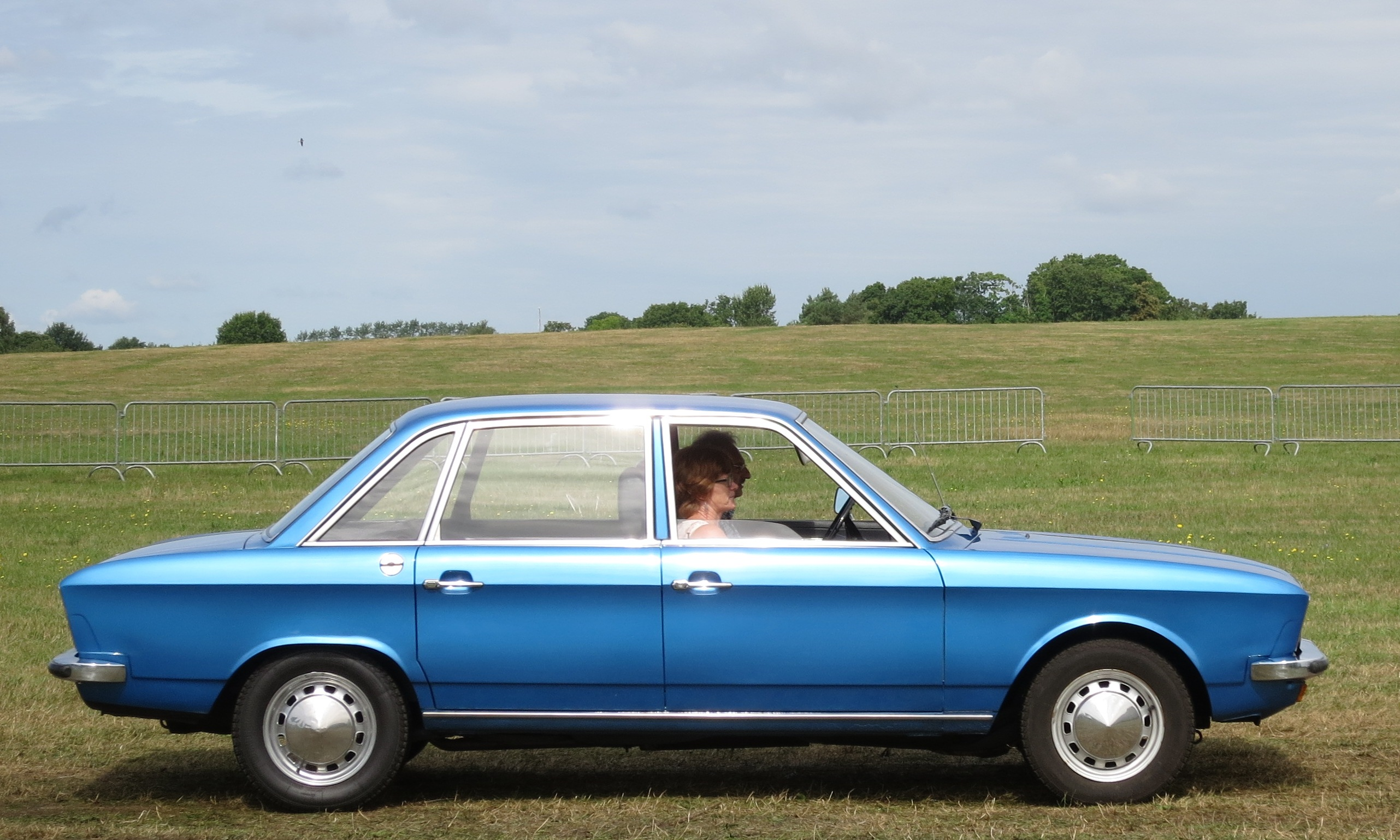
Volkswagen K70 - bok

## Historia i opis modelu
Powstanie modelu wiąże się z funkcjonowaniem marki NSU Motorenwerke, która pod koniec lat 60. pracowała nad mniejszym modelem zaprezentowanego w 1967 roku modelu NSU Ro 80 wyposażonego w silnik Wankla. Projekt oznaczony został symbolem K70 (K - niem. [Hub-]Kolben - tłok konwencjonalny, w odróżnieniu od Ro - niem. Rotationskolben - tłok wirujący w silniku Wankla; 70 - liczba KM). W 1969 roku Volkswagen AG przejął ostatecznie NSU oraz Audi i stworzył Audi NSU Auto Union AG. W tym samym roku podczas targów motoryzacyjnych w Genewie zaprezentowany został model K70 sygnowany logo NSU. Na tych samych targach motoryzacyjnych zaprezentowane zostało Audi 100, które według kierownictwa koncernu konkurować miało z modelem K70 dlatego postanowiono odłożyć projekt w czasie i ostatecznie rozpocząć produkcję pojazdu jako Volkswagen jesienią 1970 roku. Auto stało się przełomowym modelem koncernu, gdyż wyposażone zostało w umieszczony z przodu silnik spalinowy chłodzony cieczą i napędzający przednią oś pojazdu.
Samochód wyposażony został w czterocylindrowy silnik benzynowy pochodzący z NSU 1200 o mocy 75 KM. Dwugaźnikowa wersja silnika otrzymała moc 90 KM. Auto wyposażone zostało w przednie zawieszenie oparte na kolumnach MacPhersona ze stabilizatorem, a tylne na wahaczach ukośnych z progresywnymi sprężynami śrubowymi, a także wentylowane przednie hamulce tarczowe. 
W 1972 roku auto przeszło delikatną modernizację nadwozia. Kanciaste reflektory zastąpione zostały podwójnymi i okrągłymi. Przy okazji delikatnie zaokrąglono pas przedni pojazdu. Rok później wprowadzona została mocniejsza jednostka napędowa o pojemności 1.8 l i mocy 100 KM. W tym samym roku do produkcji wprowadzono następcę - model Passat B1. Produkcję pojazdu kontynuowano jednak do lutego 1975 roku. Łącznie wyprodukowanych zostało 210 082 egzemplarzy.
W plebiscycie na Europejski Samochód Roku 1971 samochód zajął 2. pozycję (za Citroënem GS).

### Silniki
| Silnik | Pojemność skokowa [cm³] | Typ silnika | Układ zasilania | Średnica x skok cylindra [mm] | Stopień sprężania | Moc maksymalna [KM] przy obr./min | Maks. moment obrotowy [Nm] przy obr./min | Przyśpieszenie 0-100 [s] | Prędkość maks. [km/h] | Lata produkcji |
| ------ | ----------------------- | ----------- | --------------- | ----------------------------- | ----------------- | --------------------------------- | ---------------------------------------- | ------------------------ | --------------------- | -------------- |
| 1.6    | 1605                    | R4          | gaźnik Solex    | 82,00 x 76,00                 | 8,0:1             | 75 (55)/5200                      | 122/3500                                 | 13,3                     | 148                   | 1970-1975      |
| 1.6 L  | 1605                    | R4          | gaźnik Solex    | 82,00 x 76,00                 | 9,5:1             | 90 (66)/5200                      | 134/4000                                 | 16                       | 158                   | 1970-1973      |
| 1.8    | 1807                    | R4          | gaźnik Solex    | 87,00 x 76,00                 | 9,5:1             | 100 (74)/5300                     | 152/3750                                 | 13                       | 162                   | 1973-1975      |

### Wyposażenie
Samochód standardowo wyposażony został m.in. wycieraczki szyby przedniej z regulacją częstotliwości oraz podgrzewaną tylną szybę.

## Prototypy
- Poza produkowanym seryjnie sedanem zbudowano prototypy wersji hatchback oraz kombi[1]